# 조니 소말리
조니 소말리(Johnny Somali) 또는 본명 램지 칼리드 이스마엘(Ramsey Khalid Ismael, 2000년 9월 26일 ~ )은 미국의 인터넷 방송인으로, 해외 여행 중 도발적인 행동을 하는 것으로 잘 알려져 있다.

## 어린 시절
이스마엘은 애리조나주 피닉스 (애리조나주)에서 소말리아인 아버지와 유대계 에티오피아인 어머니 사이에서 태어났다. 이스마엘은 자신이 소말리아 소년병이었다고 주장했다. 이스마엘에 따르면 그는 애리조나주 스코츠데일에서 자랐으며 2021년 5월 애리조나 주립 대학교에서 금융학 학사 학위를 취득했다.

## 경력
이스마엘은 주로 일본, 태국, 이스라엘 등 다양한 국가를 여행하는 관광객으로서 유튜브 및 킥 (서비스)과 같은 비디오 스트리밍 플랫폼에서 자신을 스트리밍한다. 2023년 5월에 스트리밍을 시작했다. 트위치에서 금지를 당한 후 킥으로 이동한 후 킥으로부터 임시 정지를 받았다. 2024년 5월에 킥에서 계정 정지를 당했으며 트위치를 설득하여 계정 정지를 해제하도록 시도했지만 실패했다. 현재 럼블 (기업)에서 스트리밍하고 있다.

### 논란

#### 일본 사건
일본을 여행하는 동안 이스마엘은 히로시마와 나가사키에 대한 폭격에 대한 발언을 포함하여 현지인을 향해 반일 조롱을했으며 기차에서 핵무기로 일본을 폭격하겠다고 위협했다. 이스마엘은 공개적으로 그를 알아보는 지역 주민들로부터 때때로 폭행을 당하고 인종적 비방을 받았다. 한 사건에서 그는 자신의 행동으로 인해 미국인 남성과 맞섰고, 이스마엘은 자신이 단지 트롤일 뿐이라고 말했다. 이 미국인 남성의 행동은 인터넷상에서 많은 이들로부터 칭찬을 받았고, 이스마엘은 당시 술에 취해 사과했다고 주장했다. 이스마엘은 일본 트위치 스트리머인 Meowku를 괴롭혔으며, 이는 이스마엘이 이후 트위치에서 금지되는 데 일조했다.
이스마엘은 2023년 6월 도쿄 디즈니 리조트에 가서 '원자폭탄'이라는 문구가 담긴 가사가 담긴 음악을 연주하고 손님들의 반응을 허락 없이 녹음했다.
2023년 8월 복면을 쓴 이스마엘과 그를 대신해 녹음을 하던 제레미야 드웨인 브랜치는 오사카의 한 호텔 건설 현장에 들어가 공사장 직원들을 향해 '후쿠시마'를 외쳤다. 건설 노동자들이 그들을 쫓아낸 뒤 두 사람 모두 무단 침입 혐의로 체포됐다. 이들은 지난 9월 영업시간 중 극도로 큰 소음과 음악을 틀어 식당을 난동시킨 혐의로 영업방해 공모 혐의로 체포됐다. 음악이 재생되는 이유가 "휴대폰에 중국 바이러스를 넣은" 휴대폰 제조사 화웨이 때문이라고 주장했다. 이 사실은 나중에 법정에서 제기되어 판사는 그에게 유죄를 선고하고 "그가 휴대전화의 볼륨을 낮췄을 수도 있었다"고 말했다.
2023년 12월 19일, 두 번째 체포 이후 구금돼 있던 이스마엘이 업무 방해 공모 혐의로 오사카 지방법원에 출석했다. 건설현장 무단침입 혐의는 기각됐다. 검찰은 벌금 20만엔을 구형했다. 이스마엘은 이전에 자신의 동영상으로 돈을 벌지 못했다고 주장했지만 법정에서 판사와 검사에게 거짓말을 한 사실을 나중에 인정했다. 2024년 1월 10일에 유죄 판결이 내려졌다. 200,000엔(1,400달러에 해당)의 벌금을 선고받고 자발적으로 미국으로 귀국했다. 2024년 3월, 이스마엘은 라이브 스트리밍을 중단하고 대신 '줌 트롤링'을 선택했다. 주로 일본인과 관련된 줌 통화를 대상으로 했다.

#### 대한민국 사건
2024년 3월 10일 한국 방문을 계획하던 중 현재는 삭제된 X 게시물을 통해 방탄소년단 멤버를 때리겠다고 협박했다. 이는 같은 주에 한국 서울에 간다는 성명이 나온 후에 나온 것이다. 지난 10월 7일 2차 세계대전 당시 일본군 위안부 동상에 입을 맞추었다. 지하철,버스에서의 부적절한 행위도 논란이 되었다. 지하철에서는 'Chinese virus (중국 바이러스)'를 운운하며 신음이 나오는 음란물 소리를 실수인 척 재생하고 당황하는 모습을 보이며 다른 승객의 실시간 반응을 담는 라이브 방송을 진행했고, 버스에서는 큰 소리로 '천리마 달린다'라는 북한 노래(이적표현물)를 크게 틀다가 버스기사에 의해 쫓겨났다. 비상계엄을 의식해서인지 친북/친중 영상들을 모두 삭제했다고 한다.
2025년 2월, 이스마엘은 재판이 가까워지는 가운데 스트리밍에 복귀했음을 밝혔다. 그때, 새로운 비디오 클립에서 일본을 위협하며, 2024년 10월 31일 새벽의 생방송에서 "아이스 포세이돈"으로 알려진 폴 마이클 조셉 데니노가 서열 1위로 여겨지는 범죄적 악성 라이브 스트리머 갱 "CX"의 일원이라는 주장을 다시 했다. 마지막으로 그는 旭日旗가 인쇄된 종이를 찢었다.

#### 이스라엘 사건
2024년 3월 25일, 이스마엘은 이스라엘 텔아비브로 가서 그곳의 아랍인 및 유대인들과 논쟁을 벌였다. 그 후 그는 직면하고 구타당했다. 그의 스트림 결과, 이스마엘은 폭력적인 행동을 선동하고 조장했다는 이유로 킥에서 일주일 동안 정지되었다.
2024년 4월 5일, 그는 예루살렘의 통곡의 벽(Western Wall)으로 이동하여 라이브 스트리밍을 시작했다. 아딘 로스(Adin Ross), 하비 웨인스타인(Harvey Weinstein), 제프리 엡스타인(Jeffrey Epstein)의 이미지를 벽에 붙이고 웨인스타인을 자신의 "최고 유대인" 중 한 명으로 선포하고 로스(Ross)를 향해 모욕적인 발언을 하는 자신의 모습을 촬영했다. 즉시 체포되었다.
2024년 4월 7일, 이스마엘은 텔아비브에서 열린 시위에서 여성 경찰관을 성희롱한 혐의로 구금되었다. 16분 후 석방된 이스마엘은 같은 날 다시 생방송에 출연해 한 레스토랑에서 총격 사건을 목격했다고 주장했다. 또한 미국 시민이라는 이유로 자신의 행동을 변명했다. 2024년 5월 19일, 이스마엘은 '밀고자' 혐의로 이스라엘에서 폭행을 당했다. 남자 중 한 명이 무기로 추정되는 물건을 들고 있는 것이 보였지만 이스마엘은 그것으로 폭행을 당하지는 않았다.
이스마엘은 통곡의 벽에 아딘 로스, 하비 웨인스타인, 제프리 엡스타인의 사진을 붙인 후 두 번째로 구금되었다. 예루살렘으로부터 50일간의 금지령을 받았다.

## 같이 보기
- 피디아스 파나이오토우